# Australische kluut
De Australische kluut (Recurvirostra novaehollandiae) is een vogel uit de familie van de Recurvirostra (Steltkluten en kluten).

## Verspreiding en leefgebied
Deze soort is endemisch in Australië.